# Rudka (rejon krzemieniecki)
Rudka (ukr. Рудка) – wieś na Ukrainie, w obwodzie tarnopolskim, w rejonie krzemienieckim.